# Carlitos (guitarrista)
Juan Carlos “Carlitos” Marín López (Madrid; 5 de octubre de 1965) es un guitarrista español de música hard rock y heavy metal. Famoso por ser el exguitarrista principal de la banda de folk metal, Mägo de Oz. Es cofundador del grupo de hard rock, Runa Llena, agrupación que formó junto a su compañero y amigo Frank, luego de que ambos abandonaran Mägo de Oz.

## Carrera

### Con Mägo de Oz
Tras haber fallecido su padre cuando él tenía 17 años, tuvo que dejar los estudios de filosofía para ponerse a trabajar en la construcción de ferrallista. Uno de sus hermanos le enseñó lo que era la música rock con grupos como Deep Purple, Led Zeppelin, AC/DC, entre otros. Pero lo que decidió que Carlitos quisiese ser guitarrista fue el día que escuchó a Angus Young, guitarrista líder de AC/DC. Desde entonces se compró una guitarra, empezó a practicar y cuando podía permitírselo iba a la academia La Factoría, dónde aprendió lo básico.
Allí conoció a Charlie, quien tocaba en Mägo de Oz y dado que necesitaban de un guitarrista que sustituyera a Chema, le propuso hacer una prueba. Le cogieron el mismo día y tuvo que aprenderse 18 temas en veinte días. Su primera actuación fue en 1992 en la sala FunClub en la Alameda. Más tarde, Chema entró de nuevo en la formación sustituyendo a Charlie.
Se estrena como letrista de una canción, titulada "Los Renglones Torcidos de Dios", incluida en el disco Finisterra que salió a la venta en el año 2000.
En febrero de 2020, se anuncia su salida de Mago de Oz, junto con Frank, después de haber estado en la agrupación por más de 27 años.

### Con Runa Llena
Tras su salida de Mägo de Oz junto a Frank, en febrero de 2020 deciden fundar la banda Runa Llena. Con "El Niño" en la batería, reclutan al resto de los miembros de manera virtual debido a la Pandemia por el Covid-19. El 16 de junio de 2020 es lanzado en su canal oficial de YouTube el video de su primer sencillo Un Nuevo Comienzo el cual fue grabado totalmente en cuarentena.
El 26 de enero de 2021 estrenan el videoclip de su tema Océanos de Soledad en su canal oficial de YouTube, compuesto por Pedro Vela, Nacho Ruiz, Edu Ortiz, Joaquín "El Niño" Arellano (en su anterior agrupación Universa), Carlitos, Frank, Alex Törmentor y Santiago Vokram. En 2022 publican por fin su primer álbum, que lleva por título Aon. Durante ese año y el siguiente presentarán el disco en diferentes conciertos por toda la geografía española.

## Equipo
Carlitos utiliza por lo general guitarras con puente flotante. A lo largo de su carrera lo hemos visto con guitarras Soloist de Jackson Guitars USA, Ibanez de la serie RG Prestige, así como JEM, modelo de Steve Vai. Para el disco de "Hechizos, Pócimas y Brujería se utilizaron un sin número de guitarras eléctricas para su producción, sin embargo, la guitarra con la que se le ha visto en la Gira "Brujería, Brujería, Tan dentro del alma mía 2013" del disco antes mencionado, ha sido una Gibson SG Reissue 61´. A diferencia de Frank, que desde el principio ha utilizado guitarras de puente fijo tales como la Les Paul, Flying V de Gibson USA, Carlitos ha cambiado el tipo de guitarra que usa habitualmente por una similar de puente fijo, la mítica SG de Gibson ha sido utilizada por artistas de gran reconocimiento internacional dentro de la escena del rock duro, heavy metal, tal y como lo son Angus Young de AC/DC, Tony Iommi de Black Sabbath, entre otros más.
En cuanto a guitarras electroacústicas, por lo general utiliza modelos Dreadnought de la marca Takamine. En cuanto amplificadores de guitarra, para grabaciones han utilizado diversas marcas como THD, ENGL, DIEZEL, MESA BOOGIE, MARSHALL, así como pantallas MARSHALL y MESA BOOGIE de 4X12´. En entrevistas con el guitarrista, el considera como un amplificador versátil, potente y suficiente para los directos el amplificador Mesa Boogie Dual Rectifier de 100 Watts con pantallas Marshall 1960.

## Discografía

### Álbumes de estudio
Con Mägo de Oz
| Año  | Título                       |
| ---- | ---------------------------- |
| 1994 | Mägo de Oz                   |
| 1996 | Jesús de Chamberí            |
| 1997 | La Bruja                     |
| 1998 | La leyenda de la Mancha      |
| 2000 | Finisterra                   |
| 2003 | Gaia                         |
| 2004 | Belfast                      |
| 2005 | Gaia II: La Voz Dormida      |
| 2006 | The Best Oz                  |
| 2007 | La Ciudad de los Árboles     |
| 2010 | Gaia III: Atlantia           |
| 2012 | Hechizos, pócimas y brujería |
| 2013 | Celtic Land                  |
| 2014 | Ilussia                      |
| 2015 | Finisterra Ópera Rock        |
| 2017 | Diabulus in Opera            |
| 2019 | Ira Dei                      |

Con Runa Llena
| Año  | Título |
| ---- | ------ |
| 2022 | Aon    |

### Álbumes en vivo
| Año  | Título                       |
| ---- | ---------------------------- |
| 2002 | Fölktergeist (CD)            |
| 2002 | A Costa da Rock (DVD)        |
| 2005 | Madrid Las Ventas (CD y DVD) |
| 2008 | Barakaldo D.F. (CD y DVD)    |
| 2017 | Diabulus in Opera (CD y DVD) |